# STS-122
STS 122 – misja promu kosmicznego Atlantis na Międzynarodową Stację Kosmiczną (ISS). Był to dwudziesty dziewiąty lot tego promu w kosmos oraz sto dwudziesta pierwsza misja programu lotów wahadłowców. Celem był montaż modułu Columbus Międzynarodowej Stacji Kosmicznej oraz wymiana części stałej załogi stacji. Na stacji został Léopold Eyharts – członek Ekspedycji 16. na ISS, a powrócił z niej Daniel M. Tani (również Ekspedycja 16). Start miał miejsce 7 lutego 2008 roku, a lądowanie nastąpiło 13 dni później. Miała to być ostatnia misja Atlantisa na Międzynarodową Stację Kosmiczną, jednak po decyzji o późniejszym wycofaniu wahadłowców z eksploatacji Atlantis latał na stację do 2011 roku. Według planów sprzed katastrofy Columbii w tę misję miał polecieć Discovery.
W module Columbus zostały zainstalowane anteny ARISS zaprojektowane przez polskich inżynierów z Wrocławia.

## Załoga
źródło
- Stephen Frick – Dowódca (2 lot)
- Alan Poindexter – Pilot (1 lot)
- Stanley Love – Specjalista misji (1 lot)
- Rex Walheim – Specjalista misji (2 lot)
- Leland Melvin – Specjalista misji (1 lot)
- Hans Schlegel – Specjalista ładunku (2 lot), ESA, Niemcy
- Przywieziony członek załogi na ISS: Léopold Eyharts (2 lot)
- Odwieziony na Ziemię członek załogi ISS: Daniel M. Tani (2 lot)

## Przebieg lotu
- 10 listopada 2007 – prom został umieszczony na platformie startowej LC-39A.
- 4 grudnia 2007 – o godz. 0:00 rozpoczęło się odliczanie.
- 5 grudnia 2007 – NASA ostatecznie zatwierdziła składy załóg: podstawowej i rezerwowej.
- 6 grudnia 2007 – z powodu uszkodzenia czujników start przełożono na 7 grudnia.
- 7 grudnia 2007 – o godz. 0:00 start znów opóźniono o 24 godziny.
- 7 grudnia 2007 – o 19:35 rozpoczęły się oględziny promu przez techników i mechaników.
- 8 grudnia 2007 – o 0:00 przełożono start o kolejną dobę.
- 8 grudnia 2007 – o 13:00 rozpoczęło się ocenianie uszkodzenia.
- 9 grudnia 2007 – o 0:00 NASA pozwoliła na start. O godzinie 10:56 rozpoczęto tankowanie promu, jednak godzinę potem czujnik ECO nr 3 w ET po raz kolejny uległ awarii. O 12:25 NASA podjęła decyzję o przełożeniu startu na następny dzień, a o godz. 15:00 podjęto decyzję o odłożeniu startu na 2 stycznia 2008 r. Przewidywano też przetransportowanie wahadłowca do VAB w celu dokonania napraw czujników w zbiorniku ET.
- 14 grudnia 2007 – po raz kolejny przesunięto datę startu. Tym razem ogłoszono, że nastąpi on 10 stycznia.
- 27 grudnia 2007 – start przełożono na nie wcześniej niż 20 stycznia 2008 r.
- 3 stycznia 2008 – start po raz kolejny przesunięto na nie wcześniej niż 25 stycznia 2008 r.
- 6 stycznia 2008 – ustalono kolejną datę startu – 7 lutego 2008 r.
- 7 lutego 2008 – o godzinie 19:45 UTC prom kosmiczny Atlantis z powodzeniem wystartował z Przylądka Canaveral z platformy startowej 39A.
- 9 lutego 2008 – doszło do połączenia z ISS. NASA zakomunikowała o chorobie jednego z astronautów.
- 10 lutego 2008 – opóźniono o 24 godziny spacer kosmiczny i połączenie Columbusa z Harmony. Podczas EVA-1 niemieckiego astronautę Schlegela zastąpi Stanley Love.
- 11 lutego 2008 – Love i Walheim podczas EVA-1 przygotowali laboratorium Columbus do połączenia z modułem Harmony. Pobyt astronautów poza ISS trwał blisko 8 godzin. O 22:29 UTC połączono oba elementy stacji.
- 13 lutego 2008 – Walheim i Schlegel opuścili stację w celu wymiany zbiornika azotu w strukturze P1. Ich pobyt w otwartym kosmosie trwał 6 godzin i 45 minut.
- 14 lutego 2008 – NASA podjęła decyzję o przedłużeniu misji o jeden dzień. Wahadłowiec powróci na Ziemię 20 lutego.
- 15 lutego 2008 – wykonano EVA-3.
- 18 lutego 2008 – prom oddokował od ISS. Najpierw odbył wokół niej przelot inspekcyjny. Następnie przeszedł na orbitę, z której w czwartek, zgodnie z planem, powrócił na Ziemię[5].
- 20 lutego 2008 – Atlantis wylądował w Kennedy Space Center, o godzinie 14:07:10 UTC (09:07 czasu lokalnego, 15:07 czasu polskiego), po 12 dniach, 18 godzinach, 21 minutach i 40 sekundach od rozpoczęcia misji.

## Parametry misji
- Masa:
  - startowa orbitera: 121 265 kg
  - lądującego orbitera: 93 537 kg
- Perygeum: 329 km[6]
- Apogeum: 343 km[6]
- Inklinacja: 51,6°[6]
- Prędkość: ~27 720 km/h
- Okres orbitalny: 91,2 min[6]

### Dokowanie do ISS
- Połączenie z ISS: 9 lutego 2008, 17:17 UTC[7]
- Odłączenie od ISS: 18 lutego, 09:24 UTC[7]
- Łączny czas dokowania: 8 dni 16 godzin 7 minut